# Polžanska Gorca
Polžanska Gorca – wieś w Słowenii, w gminie Šmarje pri Jelšah. W 2018 roku liczyła 114 mieszkańców.